# Церковь Косьмы и Дамиана Сапёрного батальона
Церковь Косьмы и Дамиана лейб-гвардии Сапёрного батальона — утраченный православный храм в Санкт-Петербурге, располагавшийся на западной стороне Косьмодамианского переулка (сейчас — Мелитопольский). Каменный храм был построен в 1879 году вместо деревянного и действовал до 1933 года, после чего уничтожен при советской власти.

## История
История церкви Косьмы и Дамиана началась с выделенного под религиозные службы помещения в Артиллерийском госпитале, занимавшем квартал между Фурштатской, Кирочной улицами и Воскресенским проспектом (Чернышевского). В 1759 году во дворе госпиталя была построена деревянная церковь Косьмы и Дамиана. В 1847 году, когда артиллерийские подразделения покинули данную местность, в казармах недалеко от церкви расположился лейб-гвардии Сапёрный батальон. Для него собирались построить собственный храм, но долгое время для него не было средств. В 1854 году церковь Косьмы и Дамиана сгорела. Новая каменная церковь заложена в 1876 году недалеко от места утраченной уже как батальонная. Архитектор Максимилиан Месмахер спроектировал крестообразный низкий безкупольный храм специфического назначения: он также должен был стать и манежем. Однако из-за возражений священнослужителей военные учения в нём либо вообще не проводились, либо проводились только в первые годы.
Уже в 1885—1886 году была проведена крупная реконструкция церкви, возведён большой купол, изменён алтарь и сделаны новые окна. В 1899 году к церкви из Петергофа перенесли памятник сапёрам — бронзовый парящий орёл на гранитном камне. После революции облицованный красным кирпичом белый храм действовал для гражданских прихожан до 1933 года, после чего его переделали в библиотеку.
В 1950-х годах церковь была окончательно разрушена при строительстве станции метро «Чернышевская». На месте непосредственно церкви находится корпус средней школы № 197, выходящий на Мелитопольский переулок. На когда-то обширном огороженном пространстве вокруг церкви сейчас располагаются два корпуса школы №197 и часть наземного вестибюля станции метро.

## Галерея

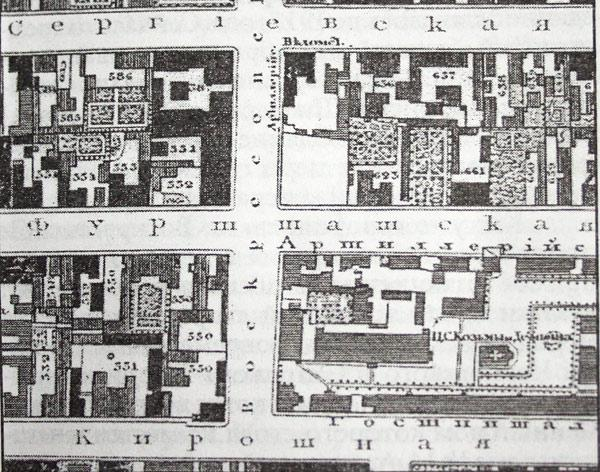
Деревянная церковь (внизу справа) на карте 1828 года
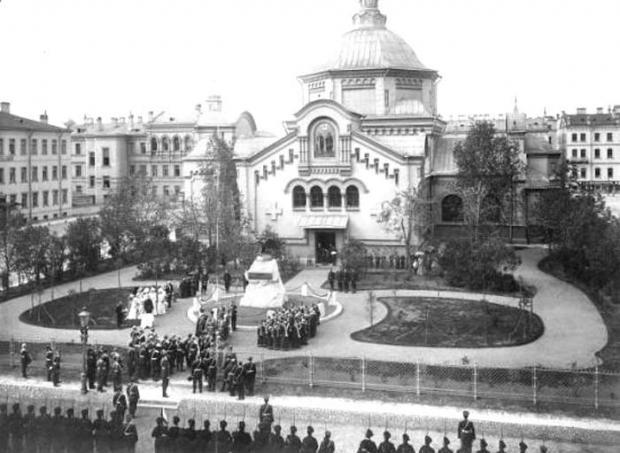
Открытие памятника сапёрам, 1899 год
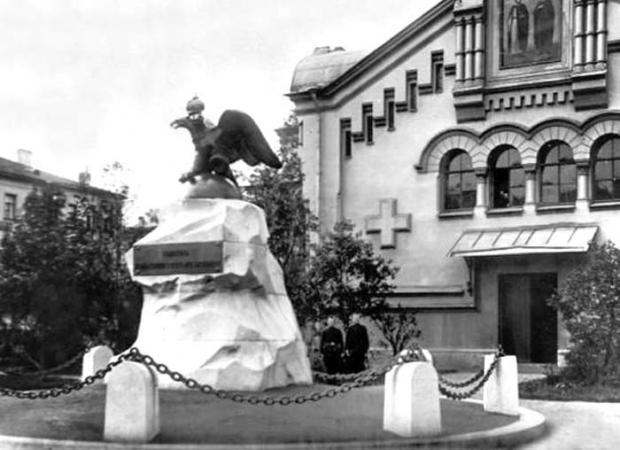
Памятник сапёрам, 1899 год
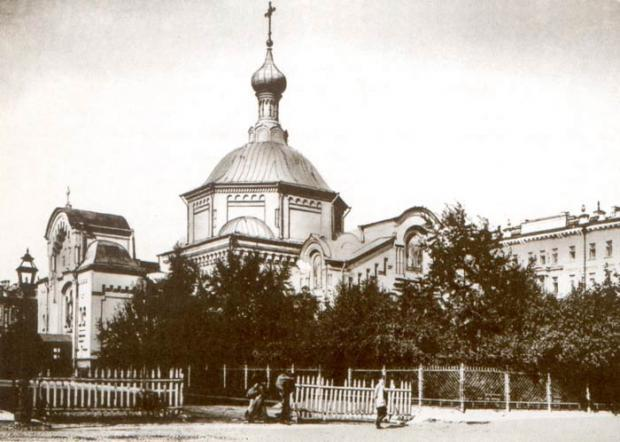
Вид с Кирочной улицы, 1900-е годы
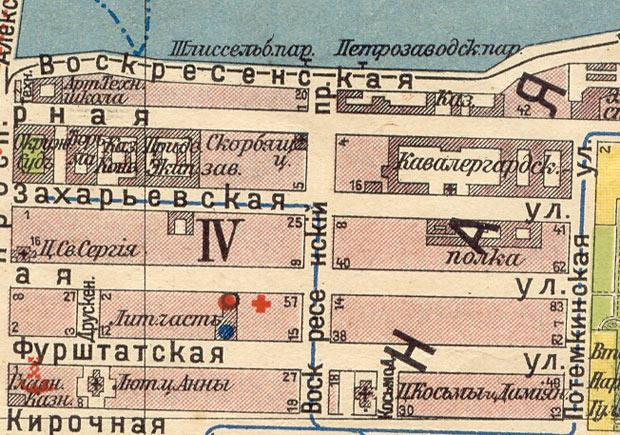
Церковь на карте 1913 года